# Капотера
Капотѐра (на италиански: Capoterra; на сардински: Cabuderra, Кабудера) е град и община в Южна Италия, провинция Каляри, автономен регион и остров Сардиния. Разположен е на 54 m надморска височина. Населението на общината е 23 189 души (към 2012 г.).